# イギリスのカトリック
イギリスのカトリックでは、ローマ・カトリックが連合王国成立以来グレートブリテン島と北アイルランドでどのように実践されているのかについて記述する。
1707年のグレートブリテン王国成立の遥か前から、カトリック教徒はイングランドやスコットランドにおいて様々な方法で差別を受けていた。ブリテン諸島の全ての王国で、彼らは投票する権利を与えられず、議会や学識を持つ職業から除外された。1801年にグレートブリテン及びアイルランド連合王国を成立させた合同法の後にも、そういった差別状態は続いた。その頃、プロテスタントの優位性がそれでも圧倒的な力を誇っていた中で、カトリックの解放は勢いを増していたが、まだ現実味を帯びていなかった。
1707年の合同法では王位継承法と同様に、「教皇主義者(プロテスタント教徒がカトリック教徒を蔑んで使う言葉)」は王位を継承する事が出来ないと定められた。この処置でさえ1780年のゴードンの暴動という反発に終わり、継続する反カトリック感情の根深さを示す結果になったが、ローマ・カトリック教徒の市民権の制限は、彼らに財産を保有する権利や、土地の相続やイギリス陸軍に入る事を許した1778年のパピスト法が可決されて変わり始めた。半世紀以上後には、イギリスがローマ教皇庁そのものと同盟を結んだようにポルトガルやスペインといったカトリック国家とも結んだ時、ナポレオン戦争の間にカトリックの世界と和解する事に加えて、フランス革命から逃れて来た数千人のカトリック教徒が流入して来た事が、ローマ・カトリック教徒に投票する権利や公的な事務所を保有する事を含めて殆ど平等な市民権を与えるという内容の1829年ローマ・カトリック信徒救済法を議会が可決する事を容認する程に、1829年までに政治的風潮が十分に変わっていた事を示していた。
ジャガイモ飢饉やその後のアイルランドからの大規模な移民がその後に続き、イングランド、ウェールズ、スコットランドでのカトリック教徒の数は増加した。1850年には、教皇ピウス9世がイングランドとウェールズの聖職位階制を復活させた。その直後の1878年に教皇レオ13世によってスコットランドの聖職位階制が復活された。それ以来、ジョン・ヘンリー・ニューマン、オーガスタス・ウェルビー・ノースモア・ピュージン、ミュリエル・スパーク、ジェラード・マンリ・ホプキンス、ギルバート・ケイス・チェスタートン、ロナルド・ノックス、イーヴリン・ウォー、グレアム・グリーン、マルコム・マゲリッジ 、そしてジョセフ・ピアースといった多くの著名人がカトリックに改宗した。キャサリン夫人といった王室の一員やトニー・ブレア元首相も退任後の2007年12月にカトリックに改宗した。
教会の中央統計局によると、グレートブリテン島には5,938万1,000人が暮らしていて、その内の526万4,000人(8.87%)がカトリック教徒なのだという。32の教会区域と2977の教区がある。
世界的なカトリック教会の中にそれぞれのカントリー別の教会が組織され、イギリスにおいて単独の団体は存在しない。それぞれの教会の歴史の詳細については、以下を参照:
- イングランドとウェールズのカトリック、
- アイルランドのカトリック (北アイルランドとアイルランド共和国両方を含む)、
- スコットランドのカトリック.